# Cacau (telenovela)
Cacau é uma telenovela portuguesa produzida pela Plural Entertainment, transmitida pela TVI de 15 de janeiro a 30 de novembro de 2024, em 236 episódios, substituindo Queridos Papás e sendo substituída por A Fazenda. É escrita por Maria João Costa, teve direção geral de Edgard Miranda e filmagens entre Portugal e o Brasil.
Conta com as participações de Matilde Reymão, José Condessa, Alexandra Lencastre, António Capelo, Diogo Amaral, Sofia Nicholson, Paulo Calatré e Carolina Amaral nos papéis principais da trama.
Sucesso de crítica e publico, "Cacau" já está disponível em 90 países, com as mais recentes vendas para Israel e para os Balcãs, consolidando-se como uma das novelas portuguesas de maior sucesso no mercado internacional. 

## Produção
- Ângelo Rodrigues foi o primeiro ator pensado para ser o vilão Marco. Contudo, após decidir manter-se na SIC, para protagonizar a telenovela Papel Principal, acabou por ser substituído por Diogo Amaral, que regressa à ficção da TVI após estar ligado à SIC nos últimos 5 anos.[11]
- A telenovela marca o regresso de Alexandra Lencastre à TVI, após se ter mudado para a SIC em 2020.[12][6] Marca também a estreia da atriz brasileira Christine Fernandes na ficção da TVI.[13]
- Nuno Pardal esteve presente, até ao momento de exibição da novela, no elenco das quatro novelas escritas pela autora Maria João Costa.

## Sinopse
O enredo retrata a vida de Cacau, uma jovem de 22 anos, bonita, destemida e irreverente. Vive numa fazenda, onde os seus pais, portugueses, Joaquim e Filomena, que começaram ali como caseiros, são as pessoas de confiança do rico proprietário Justino Vaz Pereira, também português, que hoje, envelhecido pela doença, acompanha o negócio de Portugal à distância e que junto com seus companheiros e melhores amigos, Pitty e Guto, que a ajudam em suas ideias para que o Brasil conheça o melhor chocolate, o chocolate picante de Itacaré.
Cacau trabalha na fábrica de chocolate da propriedade, mas sempre que pode aproveita as suas folgas para se perder no mar morno da Bahia, onde adora fazer surf. É uma talentosa chocolateira e o seu maior sonho é um dia conseguir um diploma internacional em Pastelaria e Artes de Chocolate, mesmo sabendo que isso lhe é impossível: o curso é caríssimo e a família não tem dinheiro para tal. Ou julga ela que não...
Tudo muda quando o seu pai rompe um pacto do passado e revela a sua verdadeira identidade, levando Justino a descobrir que teve uma filha com outra mulher, Chiquinha. Acontece que Filó, que estava grávida ao mesmo tempo que Chiquinha, perdeu a filha na mesma semana em que nasceu Cacau e isso fez com que os planos de Quim mudassem. Com a bebé nos braços, pronta a ser entregue aos americanos no mesmo dia em que a filha nasce sem vida, Quim muda de ideias e, para compensar a dor do casal, leva Cacau para casa, para que ocupe o lugar da filha que deveria ali estar. Filó, apesar de ser contra a relação de Chiquinha com o patrão casado, e ainda mais contra aquela criança bastarda, não resiste à tentação de ter um bebé para criar como seu.
A revelação desencadeia uma série de intrigas e conflitos, que colocam em risco o património da família, pois Cacau torna-se uma ameaça para a outra herdeira de Justino. Simone, mulher de Justino, está disposta a tudo para que a filha, Sal, não divida a fortuna com uma bastarda. Desnorteados com a discussão, sofrem um acidente depois de uma bicicleta, aparentemente descontrolada, se atravessar na sua frente. O carro despista-se e Justino acaba projetado antes do veículo embater violentamente contra uma árvore. Os dois acabam nos Cuidados Intensivos depois de Tiago, de 27 anos, que pedalava a bicicleta, e inadvertidamente provocou o acidente, ter chamado o 112. Porém, com remorsos, Tiago começa a visitar o casal e é aí que ouve que Simone e a filha querem acabar com a vida da filha bastarda de Justino. Quando Tiago apanhou a primeira conversa sobre a suposta filha ilegítima de Justino e sobre os planos daquela gente para acabar com ela, pensou que não tinha entendido bem. Ao ver Simone melhorar e Justino cada vez pior, e percebendo que aquela gente falava a sério, começa a sentir um peso de consciência sobre a possibilidade de uma jovem morrer por ele ter ignorado o que ouviu. Como fazer de conta que não sabia que debaixo dos seus olhos se estava a preparar um atentado contra uma jovem inocente? Salvá-la seria uma forma de compensar o estado em que tinha deixado Justino. Mas como? O que poderia ele fazer à distância? E é aí que decide meter-se num avião e rumar ao Brasil.
Cacau viverá uma grande história de amor com Tiago. É que Tiago e Cacau conhecem-se antes de saberem quem é cada um. Aliás, começam por implicar um com o outro antes de se virem a amar perdidamente. Tal como Sal, que apesar de ser casada com Rui se encanta por este homem, à primeira vista, só percebendo depois a razão: ele é o mesmo rapaz por quem foi apaixonada na adolescência, o filho do doutor Salomão, que perdeu de vista durante anos, depois deste lhe dar o que considera ainda hoje ser o maior fora da sua vida, logo depois de a ter feito perder a virgindade com ele. Cacau é desafiada a ajudar Tiago a encontrar a filha perdida de Justino, sem saber que se procura a ela mesma, ao mesmo tempo que um matador profissional contratado está no seu encalço para acabar com a sua vida, contratado por Sal e Rui.
Quim, ao perceber que foi a sua revelação a Justino que provocou o acidente, tem medo que isso se volte contra Cacau depois de ficar a par do plano de Débora e Sal (por causa do aparecimento de Tiago) e vai fazer de tudo para apagar o rasto do verdadeiro passado da "filha". Já Anita, irmã de Cacau, ao descobrir que esta é a verdadeira filha de Justino, e com mais ciúmes que nunca da suposta irmã (não só tinha o amor do seu pai biológico, como ainda poderia herdar a fortuna de Justino), vê na informação uma possibilidade para se dar bem na vida e acertar contas com Cacau, com quem sempre competiu por causa do pai.
Resta ainda saber onde está Chiquinha, a mãe biológica de Cacau, que ninguém sabe onde está e que desconhece por completo que a filha nunca saiu do lugar onde foi concebida. O que fará no dia em que alguém chegar até ela e lhe contar que foi enganada por Quim ou que a filha corre risco de vida? Quererá reencontrar a filha e protegê-la? Quererá castigar Quim? Já Justino, em coma, mantém-se alheio a tudo, nomeadamente à caça às bruxas que lançaram sobre Cacau, e ainda mais ao golpe que a corja à sua volta se prepara para lhe dar. Como será se todos forem bem-sucedidos e um dia ele acordar e perceber que nada tem?

## Elenco
| Ator/Atriz          | Personagem                                                       |
| ------------------- | ---------------------------------------------------------------- |
| Matilde Reymão      | Clara «Cacau» Coutinho/Vaz Pereira                               |
| José Condessa       | Tiago Saavedra                                                   |
| Alexandra Lencastre | Simone Vaz Pereira / Cristiana «Cristal» Maria dos Santos Falcão |
| António Capelo      | Justino Vaz Pereira                                              |
| Diogo Amaral        | Marco Figueroa                                                   |
| Fernanda Serrano    | Júlia Saavedra                                                   |
| Paulo Pires         | Salomão Saavedra                                                 |
| Inês Castel-Branco  | Laurinda «Lalá» Vasconcelos                                      |
| Sofia Nicholson     | Filomena «Filó» Coutinho                                         |
| Paulo Calatré       | Joaquim «Quim» Coutinho                                          |
| Nuno Pardal         | Rui Fortunato                                                    |
| Carolina Amaral     | Salomé «Sal» Eugénia Vaz Pereira                                 |
| Sérgio Praia        | Jaime Vasconcelos                                                |
| Teresa Tavares      | Vitória Falcão                                                   |
| Vitor Hugo          | Valdemar Castelli                                                |
| Salvador Nery       | António Manuel «Tomané»                                          |
| Joana Duarte        | Cláudia Xavier                                                   |
| Silvia Chiola       | Filipa «Pipa» Xavier                                             |
| Lucas Dutra         | Martim Vasconcelos                                               |
| Rafael Medrado      | Kenny «Kennedy» Marques                                          |
| Catarina Nifo       | Anita Coutinho                                                   |
| Vitor Britto        | Guto                                                             |
| Ludy Guimarães      | Pitty                                                            |
| Leonor Seixas       | Marlene                                                          |
| Isabel Figueira     | Susana                                                           |
| Luís Garcia         | David                                                            |

### Atores Convidados
| Ator/Atriz          | Personagem                                    |
| ------------------- | --------------------------------------------- |
| Christine Fernandes | Francisca «Chiquinha» Silva / Regina Castelli |
| Adriano Toloza      | Heitor                                        |

### Participação Especial
| Ator/Atriz       | Personagem        |
| ---------------- | ----------------- |
| Ana Bustorff     | Lola              |
| Paula Neves      | Soraia            |
| Nuno Homem de Sá | Mário Vasconcelos |

### Elenco adicional
| Ator/Atriz             | Personagem                              |
| ---------------------- | --------------------------------------- |
| Mafalda Tavares        | Rosa                                    |
| Maria das Graças       | Baobá                                   |
| Paulo Guidelly         | Tiradentes                              |
| Rodrigo Soares         | Vasco                                   |
| Ryan Sacramento        | Dudu                                    |
| Almeno Gonçalves       | Albano                                  |
| Pedro Giestas          | Nelson Xavier                           |
| Martinho Silva         | Justino (jovem)                         |
| Bruna Alvím            | Chiquinha (jovem)                       |
| Carolina Cunha e Costa | Filomena (jovem)                        |
| Luiz Guarnieri         | Valdemar (jovem)                        |
| Francisco Arraiol      | Joaquim (jovem)                         |
| Kiko Monteiro          | Tiago (adolescente)                     |
| Margarida Serrano      | Sal (jovem)                             |
| Gabriela Chalhoub      | Cacau (jovem)                           |
| João Bonneville        | Enfermeiro                              |
| Joana Ferreira Maia    | Secretária de Salomão                   |
| Eduardo Gaspar         | Otávio Castelli                         |
| Giulia D'Santi         | Juliette Freitas                        |
| Alex Bruno             | Peão                                    |
| Adérito Lopes          | Técnico                                 |
| Francisco Macau        | Soares                                  |
| Joaquim Frazão         | Empregado de Mesa                       |
| Matilde Alçada         | Enfermeira                              |
| Margarida Bakker       | Simone (jovem)                          |
| Lucinda Loureiro       | Salete                                  |
| Alda Gomes             | Joana                                   |
| Joana Bastos           | Nanda (secretária de Marco)             |
| Marta Fernandes        | Sílvia (secretária substituta de Nanda) |
| Peter Michael          |                                         |
| Élvio Camacho          |                                         |
| Rui Luís Brás          |                                         |
| Mónica Marinho         | PSP                                     |
| Jorge Silva            | Tó (marido de Lola)                     |
| Alexandre Ferreira     |                                         |
| Áquila                 | Majoris                                 |
| Tiago Barroso          | Repórter                                |
| João Pedreiro          | Conservador do registo civil            |

## Exibição
As gravações começaram a 17 de julho de 2023, tendo terminado a 2 de abril de 2024.
Apesar das tentativas de estrear a novela no último trimestre de 2023, acabou por ter a sua estreia adiada para janeiro de 2024. Com os dias 1 e 8 previstos para estrear a novela, acabou por ser adiada novamente para o dia 15, de forma a não perder destaque com as estreias da segunda edição do Big Brother - Desafio Final e da sexta edição do Dança com as Estrelas.
Foi transmitida de segunda à sexta, com episódios exibidos excepcionalmente aos sábados, na primeira faixa do horário nobre da TVI, até então ocupado pela novela Festa é Festa desde abril de 2021.

## Exibição Internacional
"Cacau" já está disponível em 90 países, com as mais recentes vendas para Israel e para os Balcãs, consolidando-se como uma das novelas portuguesas de maior sucesso no mercado internacional.
Além de Israel, "Cacau" também conquistou os Balcãs. A novela será transmitida em diversos países da região, incluindo Sérvia, Bulgária, Bósnia, Croácia, Eslovénia e Montenegro, onde a TVI espera que a trama se torne um sucesso, dada a popularidade crescente das produções televisivas da TVI nesse território.
A projeção internacional de “Cacau” e o volume de vendas já concretizadas, reforça uma vez mais a qualidade dos produtos de ficção da TVI, que têm vindo a afirmar-se de forma crescente e consistente no panorama internacional.

## Audiências
Na estreia, a 15 de janeiro de 2024, Cacau foi líder e marcou 9.0 de audiência média e 19.5% de share, com cerca de 862 mil espectadores, com um pico de 9.7/22.1%.
No segundo episódio, Cacau cresce em relação ao dia anterior e marcou 10.0 de audiência média e 20.9% de share, na liderança.
Em 15 de fevereiro teve o seu melhor valor em rating com 10.2 pontos e 19.9% de share e 980.600 espectadores.
No dia 26 de junho, Cacau tem o seu melhor valor em rating e share, aproveitando a audiência deixada pelo jogo de Portugal contra a Geórgia do Europeu 2024. Registou 11.4 de audiência média e 23.4% de share e 1 milhão e 98 mil espectadores.
No dia 1 de julho, Cacau registou o seu mínimo de audiência desde que estreou. Registou 4.6 de audiência média e 7.8% de share.
Na sexta-feira, 5 de julho, Cacau registou um novo recorde de rating e share. Aproveitando da melhor forma a audiência deixada pelo jogo de Portugal, a novela registou 13.7 de audiência média e 30.4% de share, o que equivale a 1 milhão e 322 mil e 500 espectadores.
No último episódio, a 30 de novembro de 2024, Cacau foi líder absoluto e registou 9.4 de audiência média e 20.4% de share, equivalente a 910 mil e 500 espectadores. O pico de Rating, obtido às 22h26, foi de 9.8 pontos, o que equivale a 945 mil e 800 espectadores. Às 22h48, Cacau chegou aos 22.3% de share.
Com 236 episódios emitidos, “Cacau” conseguiu uma audiência média de 8.9 com 855 mil espectadores e um share de 18.8%.  
| Média | Média     | Episódios transmitidos | Rating | Share | Ref.   |
| ----- | --------- | ---------------------- | ------ | ----- | ------ |
| 2024  | Janeiro   | 13                     | 9.1    | 19.1% | [ 26 ] |
| 2024  | Fevereiro | 20                     | 9.1    | 18.9% | [ 27 ] |
| 2024  | Março     | 21                     | 9.0    | 19.0% | [ 28 ] |
| 2024  | Abril     | 23                     | 8.9    | 18.4% | [ 29 ] |
| 2024  | Maio      | 24                     | 9.3    | 19.2% | [ 30 ] |
| 2024  | Junho     | 21                     | 8.6    | 18.3% | [ 31 ] |
| 2024  | Julho     | 26                     | 9.1    | 19.1% | [ 32 ] |
| 2024  | Agosto    | 22                     | 8.7    | 18.7% | [ 33 ] |
| 2024  | Setembro  | 21                     | 8.7    | 18.7% | [ 34 ] |
| 2024  | Outubro   | 23                     | 8.5    | 18.5% | [ 35 ] |
| 2024  | Novembro  | 22                     | 8.5    | 18.8% | [ 36 ] |
| Total | Total     | 236                    | 8.9    | 18.8% |        |